# Nemomydas desideratus
Nemomydas desideratus is een vliegensoort uit de familie Mydidae. De wetenschappelijke naam van de soort is, geplaatst in het geslacht Leptomydas, voor het eerst geldig gepubliceerd in 1912 door Johnson.
De soort komt voor in de Verenigde Staten.